# Rima San Giuseppe
Rima San Giuseppe är en ort och frazione och var en kommun i provinsen Vercelli i regionen Piemonte, Italien. Rima San Giuseppe var före den 1 januari 2018 en egen kommun, men slogs då samman med Rimasco för att bilda kommunen Alto Sermenza. Kommunen hade före sammanslagningen 58 invånare.